# التغير المناخي في القطب الشمالي
من بين التأثيرات المترتبة على التغير المناخي في القطب الشمالي ارتفاع درجات حرارة الهواء والمياه، وتناقص الجليد البحري في القطب الشمالي، وذوبان صفيحة غرينلاند الجليدية وما يرتبط بها من شذوذ في درجات الحرارة الباردة، والذي لوحظ منذ سبعينيات القرن العشرين. تشتمل الآثار المتصلة بذلك على التغيرات التي تطرأ على دورة المحيطات، وزيادة مدخلات المياه العذبة، وتحمض المحيطات. قد تؤدي الآثار غير المباشرة بسبب الاتصالات المناخية المحتملة لخطوط العرض المتوسطة إلى زيادة تواتر الظواهر الجوية المتطرفة (الفيضانات والحرائق والقحط)، والتغيرات البيئية والحيوية والظواهرية، وهجرة الحيوانات وانقراضها، وإجهاد الموارد الطبيعية، فضلًا عن الصحة البشرية والنزوح والمسائل الأمنية. قد يحدث انبعاث محتمل لغاز الميثان من المنطقة، لا سيما بسبب ذوبان التربة الصقيعية وهيدرات الميثان. في الوقت الحالي، يبلغ ارتفاع درجة حرارة القطب الشمالي ضعف قدره في بقية العالم. كثيرًا ما يُنظَر إلى دلالة الاحتباس الحراري الملحوظة، وهي استجابة القطب الشمالي المتفاقمة للاحتباس الحراري، باعتبارها مؤشرًا بارزًا للاحتباس الحراري. يرتبط ذوبان صفيحة غرينلاند الجليدية بالتضخم القطبي. وفقًا لدراسة نُشرت في عام 2016، يُعزى ارتفاع درجة الحرارة نحو 0.5 درجة مئوية (0.90 درجة فهرنهايت) في القطب الشمالي إلى انخفاض في الهباء الجوي في أوروبا منذ عام 1980.

## درجات الحرارة المرتفعة
وفقًا لما ورد عن اللجنة الدولية للتغيرات المناخية، فإن «الاحتباس الحراري في منطقة القطب الشمالي، كما تشير له درجات الحرارة القصوى والدنيا اليومية، كان كبيرًا بقدر ما كان عليه في أي جزء آخر من العالم». كانت الفترة الممتدة من 1995 إلى 2005 الأشد حرًا في القطب الشمالي منذ القرن السابع عشر على الأقل، إذ كانت درجات الحرارة 2 درجة مئوية (3.6 درجة فهرنهايت) أعلى من المتوسط في الفترة من 1951 إلى 1990. ارتفعت درجة حرارة بعض المناطق داخل القطب الشمالي بشكل أسرع، مع ارتفاع درجة الحرارة في ألاسكا وغرب كندا بقدر 3 إلى 4 درجات مئوية (5.40 إلى 7.20 درجة فهرنهايت). لم يكن ارتفاع تركيز الغازات الدفيئة السبب وراء الاحتباس الحراري فحسب، بل وأيضًا ترسيب السناج على الجليد في القطب الشمالي. أظهر مقال نُشر في عام 2013 في مجلة جيوفيزيكال ريسيرتش لِتَرز أن درجات الحرارة في المنطقة لم تكن مرتفعة كما هي الآن منذ 44 ألف عام على الأقل وربما دام ذلك 120 ألف عام. يخلص المؤلفون إلى أن «زيادة الغازات الدفيئة بفعل الأنشطة البشرية أدت إلى احترار إقليمي غير مسبوق».

### تضخم القطب الشمالي
إن أقطاب الأرض أكثر حساسية تجاه أي تغير في مناخ الكوكب من بقية مناطقه. وبصدد مواجهة الاحتباس الحراري المستمر، ترتفع درجات حرارة الأقطاب بسرعة أكبر مقارنة بدرجات حرارة المناطق القريبة من خط الاستواء. يُعزى السبب الرئيسي لهذه الظاهرة إلى وضاءة الجليد المرتدة، والتي يؤدي ذوبان الجليد الناجم عنها إلى إزالة الغطاء الجليدي عن يابسة أكثر قتامة أو أسفل المحيط، مما يؤدي إلى امتصاص المزيد من ضوء الشمس، مسببًا بذلك ارتفاعًا أكبر في درجات الحرارة. قد يمثل فقدان جليد بحر القطب الشمالي نقطة تحول في الاحتباس الحراري، عند بدء تغير المناخ «الجامح»، ولكن لم يحسم العلم ذلك بعد حتى هذه المرحلة. وفقًا لدراسة أُجريت في عام 2015، استنادًا إلى نمذجة محوسبة للهباء في الغلاف الجوي، فإن ما يصل إلى 0.5 درجة مئوية من الاحترار المرصود في القطب الشمالي بين عامي 1980 و2005 يُعزى إلى انخفاض الهباء الجوي في أوروبا.

### الكربون الأسود
تعمل رواسب الكربون الأسود (من النظام العادم للمحركات البحرية التي يشغلها وقود السفن غالبًا) على تقليل الوضاءة عند ترسيبها على الثلج والجليد، مما يؤدي إلى تعجيل تأثير ذوبان الجليد والثلج البحري. قدّرت دراسة أُجريت في عام 2013 أنّ اشتعال الغاز في مواقع استخراج النفط ساهم بما يزيد عن 40% من الكربون الأسود المترسب في القطب الشمالي.
ووفقًا لدراسة أُجريت في عام 2015، فإنه من الممكن أن يؤدي انخفاض انبعاثات الكربون الأسود وغيره من الغازات الدفيئة الطفيفة بنسبة 60% إلى تبريد منطقة القطب الشمالي بقدر درجتين مئويتين بحلول عام 2050.

## انحسار الجليد البحري

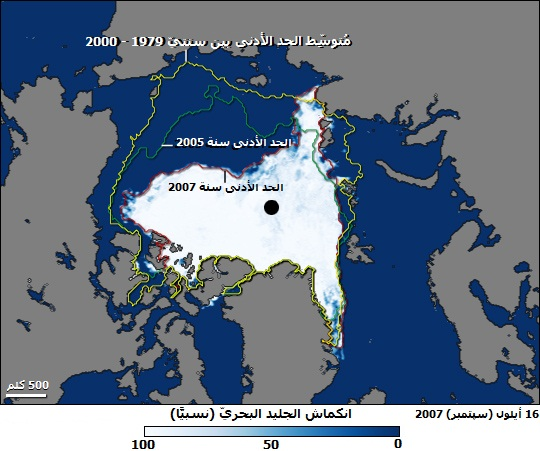
رسم يبين انكماش جليد القطب الشمالي على مدار 30 عاماً

قد يصل انحسار الجليد البحري حاليًا في المساحة والمدى والحجم والجليد البحري الصيفي إلى نهايته في وقت ما خلال القرن الحادي والعشرين. تعبر مساحة الجليد البحري عن المساحة الكليّة المغطاة بالجليد، في حين أن مدى الجليد البحري هو منطقة المحيط التي لا يقل فيها الجليد البحري عن 15%، ويشير الحجم إلى كمية الجليد الكليّة في القطب الشمالي.

### التغيرات في المدى والمساحة
بدأت عمليات القياس الموثوقة لحواف الجليد البحري مع عصر الأقمار الصناعية في أواخر سبعينيات القرن العشرين. قبل هذا الوقت، رُصدت مساحة الجليد البحري ومداه بدقة أقل عن طريق السفن والعوامات والطائرات. تُظهر البيانات توجهًا سلبيًا طويل الأمد في الأعوام الأخيرة، والذي يُعزى إلى الاحتباس الحراري، على الرغم من وجود قدر كبير من التفاوت من عام إلى آخر. قد يرتبط هذا التفاوت بآثار مثل تذبذب القطب الشمالي، والذي قد يرتبط بحد ذاته بالاحتباس الحراري.
بلغ الحد الأدنى لمدى الجليد البحري في القطب الشمالي في سبتمبر (أي ما لا يقل عن 15% من مساحة غطاء الجليد البحري) مستويات قياسية جديدة من الانخفاض في الأعوام 2002، و2005، و2007، و2012. في عام 2007، سمح موسم الذوبان بحد أدنى بلغ 39 % دون المتوسط من عام 1979 إلى عام 2000، وللمرة الأولى في الذاكرة البشرية، فُتح الممر الشمالي الغربي الأسطوري تمامًا. أدهش الذوبان الهائل الذي حدث في عام 2007 العلماء المهتمين وأقلقهم.
في الفترة الممتدة بين عامي 2008 و2011، كان المدى الأدنى للجليد في منطقة القطب الشمالي أعلى منه في عام 2007، ولكنه لم يعُد إلى مستويات الأعوام السابقة. مع ذلك، في عام 2012، حُطِّم الرقم القياسي لانخفاض عام 2007 في أواخر أغسطس مع تبقي ثلاثة أسابيع على انتهاء موسم ذوبان. استمر الرقم في الهبوط، ثم تدنى إلى أدنى مستوياته في 16 سبتمبر 2012 عند 3.41 مليون كيلومتر مربع (1.32 مليون ميل مربع)، أو 760000 كيلومتر مربع (293 ألف ميل مربع) دون المستوى المنخفض السابق الذي كان عليه في 18 سبتمبر 2007، وبنسبة 50% أقل من المتوسط في الفترة 1979-2000.
يتسارع معدل انخفاض الغطاء الجليدي في القطب الشمالي بالكامل. ففي الفترة من 1979 إلى 1996، كان متوسط إجمالي انخفاض الغطاء الجليدي خلال العقد الواحد اضمحلالًا بنسبة 2.2% في مدى الجليد وبنسبة 3% في مساحة الجليد. بالنسبة للعقد المنتهي في عام 2008، ارتفعت هذه القيم إلى 10.1% و10.7% على التوالي. تضاهي في ذلك معدلات اضمحلال الجليد في سبتمبر إلى سبتمبر على مدار العام (أي الجليد المعمر، الذي يبقى طوال العام)، والذي بلغ متوسط انحساره لكل عقد نسبة 10.2% و11.4%، على التوالي، للفترة المتراوحة بين عامي 1979 و2007.

## تنبؤات مستقبلية
يتوقع العلماء أن المنطقة القطبية الشمالية ستستمر في الانكماش. وليس هناك إجماع متى سيكون المحيط المتجمد الشمالي خاليا من الجليد. وقد درس العلماء عوامل محتملة، مثل التغييرات المباشرة الناتجة عن ظاهرة الاحتباس الحراري والتغييرات غير المباشرة مثل أنماط الرياح غير العادية وارتفاع درجة الحرارة القطبية .
تبين الصور التي التقطتها الأقمار الصناعية أن الطبقة الثلجية التي تغطي سطح البحر تتقلص كل عام بنسبة 4 بالمائة. تتوقع منظمة البيئة العالمية ارتفاع درجات حرارة الأرض في السنوات المائة المقبلة من 4 إلى 7 درجات ببناء نماذج مناخية حاسوبية واستخدموها في التنبؤ بتراجع مستوى جليد المحيط المتجمد الشمالي، ثم قارن الباحثون النتائج بما تم تسجيله فعليا بواسطة مراصد أرضية وأقمار اصطناعية خلال تلك الفترة. ويرى أن المسح التصويري الذي تقوم به الأقمار الاصطناعية حاليا أحد أفضل الأدوات لقياس تأثيرات الاحترار العالمي، حيث يسهل التمييز بين الجليد الأبيض والمياه شبه السوداء في صور الأقمار الاصطناعية. ويعتقد العلماء أن النماذج المناخية الحاسوبية السابقة تبين تأثير تيارات المحيط التي تحمل المياه الدافئة من المحيط الأطلسي والمحيط الهادي إلى المحيط المتجمد الشمالي. جميع النماذج المناخية توضح تماما أن انبعاث الغازات الناجمة عن النشاط الإنساني والمسببة للاحتباس الحراري كغاز ثاني أوكسيد الكربون وغيره من غازات الدفيئة، هي عامل رئيسي في ذوبان جليد القطب الشمالي. وكان علماء متخصصون بالدراسات القطبية قد تنبئوا بأن تؤدي ظاهرة تسخن جو الأرض إلى تحويل القارة القطبية الشمالية من منطقة جليدية إلى مسطحات مائية وأن المرحلة المقبلة سوف تشهد ظاهرة جديدة تتمثل بظهور الجليد في الشتاء واختفائه في الصيف خلافاً لما هي عليه حال القطب منذ بضعة آلاف السنين.
و يتوقع العلماء زيادة في أشعة الشمس ويؤدي ذلك إلى أن ذوبان الجليد سوف يحدث بشكل أسرع من توقعات النماذج المناخية المصممة حاسوبياً. والذوبان الكاسح سيؤدي إلى عدم ارتداد أشعة الشمس عن الأرض، مما يخفض عملية التبريد هذه، ويزيد الاحترار، ويخل بأنماط الطقس فتزداد العواصف والأعاصير. و يتوقع العلماء أن ذوبان الجليد في جرينلند سيساهم في رفع مستوى سطح البحر 7 أمتار.
طبقا للبيانات التي أرسلها قمر ناسا الصناعي فقد تبين بأن الجليد في المحيط المتجمد الشمالي قد انكمش بنسبة 50 % بين شهر فبراير 2007 و شهر فبراير 2008، وقد عاد الجليد للظهور وغطى سطح المحيط خلال شتاء 2007 و استمر ذوبان الغطاء الجليدي حيث لم يتبق سوى 254 ملايين كلم مربع من الجليد بنهاية صيف عام 2007. هو أن طبقة الجليد باتت رقيقة جدا على مساحات واسعة، وقد أصبحت مساحة الكتلة الجليدية البحرية 4,2 مليون كيلومتر مربع. وفي نهاية موسم ذوبان الجليد البحري في سبتمبر 2007 بلغ متوسط «الطوف الجليدي البحري» 4,28 مليون كيلومتر مربع، وهي أقل مساحة مسجلة على الإطلاق وتقل بنسبة 23 في المائة عن الرقم القياسي المسجل قبل عامين فقط.
وكان العلماء لاحظوا أجواء صافية في القطب الشمالي خلال شهري يونيو ويوليو الماضيين قبل سنوات كان من المتوقع أن الذوبان الكامل للجليد في المحيط المتجمد الشمالي في فصول الصيف قد يحدث في الفترة من 2070 إلى 2100، لكن في ظل المعدلات الجارية الآن فإن المتوقع أن يحصل ذلك في عام 2030. الاحترار في هذه المنطقة بلغ نحو ضعفي الاحترار الذي شهدته بقية الكرة الأرضية في العقود الأخيرة.
ويتوقع ان ذوبان جليد القطب الشمالي سيعود بالنفع على شركات الملاحة البحرية، ذلك ان تفكك المحيط المتجمد الشمالي سيفتح طرقاً بحرية أقصر بين أوروبا وأمريكا لأول مرة في التاريخ الحديث، ما سيحدث ثورة في عالم النقل البحري وفي التجارة وسيؤدي لازدهار موانئ جديدة واندثار أخرى في تأثير تاريخي.

## التأثيرات
تتضمن التأثيرات الانكماش القطبي في ثلج المحيط المتجمد الشمالي. ويتوقع العلماء أن يذوب جليد جزيرة جرينلند في السنوات الأخيرة. من خلال المسح الجيولوجي الأمريكي طوال السنة تبين بأن ثلج المحيط المتجمد الشمالي العائم سيواصل انكماشه السريع خلال الخمسين السنة القادمة. وهذا سوف يتسبب في إبادة الدببة القطبية من ألاسكا لكن وجودها سيستمر في الساحل الشمالي من جرينلند.
وإن ارتفاع درجة حرارة المحيطات القطبية، عندما يقترن بحدوث تغيرات في الغطاء الجليدي وجريان المياه في الأنهار، سوف يؤدي إلى تغير النظام البيئي البحري بما يترتب على ذلك من نتائج بالنسبة إلى مناطق صيد الأسماك ذات الأهمية العالمية.
انبعاثات غازات الدفيئة من التربة الصقيعية المتدهورة يؤثر على توقيت الهطول ونوعه والمناخ في المنطقة القطبية الشمالية يؤدي إلى احترار شديد سيؤثر على الأرجح على الطقس والعمليات الكيميائية الهيدرولوجية في الغلاف الجوي في المنطقة القطبية الشمالية.

## التحركات الدولية
قررت البلدان المحاذية للمحيط المتجمد الشمالي البحث في إمكانية تشكيل منظمات ووكالات عامة وخاصة مثل معهد البحث الروسي القطبي وهناك المشروع الأوروبي المتكامل (European integrated project) و مهمته دراسة تأثيرات النشاطات البشرية على البيئة إقليميا وعالميا .
وكالة الفضاء الأوروبية (ESA) حددت عام 2009 موعدا لإطلاق القمر الصناعي كاريو سات -2 (CryoSat-2) و هو سيعمل على تزويد البيانات عن الثلج القطبي مع إعطاء نسب التغيير.
برنامج الطوافة القطبي الدولي وهو نشر الطوافات التي تعمل تزويد بيانات عن درجة الحرارة والضغط الجوي لمنطقة القطب الشمالي بالإضافة إلى حركة الجليد.
مركز البحوث القطبي الدولي : المشاركون الرئيسيون الولايات المتحدة واليابان .
لجنة العلم القطبية : و هي منظمة غير حكومية وهي تضم 18 دولة من 3 قارات .
انطلقت يوم 24 – 25 فبراير 2009 فعاليات السنة القطبية الدولية عبر برنامج علمي ضخم يركّز على المنطقتين القطبيتين الشمالية والجنوبية. ويشارك في تنظيم السنة القطبية الدولية المجلس الدولي للعلوم (ICSU) والمنظمة العالمية للأرصاد الجوية (WMO). تغطي السنة القطبية الدولية دورتين سنويتين كاملتين من آذار 2007 إلى آذار 2009، وتشمل نحو 200 مشروع، يقوم خلالها آلاف العلماء من أكثر من 60 دولة بدراسة مجموعة واسعة من الموضوعات الفيزيائية والبيولوجية ويعمل و ذلك من خلال مؤتمر يقام في جينيف يناقش فيه موضوعات تتعلق بدراسة الصفائح الجليدية وتأثيريها في مستوى مياه البحار على نطاق العالم وفي المدن الساحلية والمناطق المنخفضة. وتأثير التغيرات المتعلقة بتساقط الثلوج وانكماش الأنهار الجليدية في الملايين من السكان الذين يعتمد استخدامهم اليومي للمياه في الأغراض الشخصية أو في الزراعة على التراكم الثلجي والكتل الجليدية وتحلل التربة الجليدية بفعل ارتفاع درجة الحرارة التي تؤدي إلى حشد احتياطيات ضخمة من الكربون المتجمد الذي يكون بعضه على شكل غاز الميثان ويجب على الدول المشاركة في هذا المؤتمر أن توافق هذه الدول على معظم مشاريع الأبحاث قبل أن تبدأ في مارس 2007 عملية جمع الملاحظات الأولى التي تمتد سنتين ولن تتوفر نتائج هذه الأبحاث قبل عام 2010 و نتائج هذا البرنامج ستساهم في تكوين جيل جديد من الخبراء القطبيين في جميع أنحاء العالم .
وتشير الدراسات إلى أن من بين تأثيرات الاحتباس الحراري الذوبان التدريجي للأراضي المتجمدة التي قد تنعكس على دورة الكربون من خلال إطلاق أحد أهم الغازات ذات التأثير على الغلاف الجوى وهو الميثان أو الغاز الحيوي والذي تحتوى عليه الأراضي المتجمدة في المناطق القطبية الشمالية.